# Zhang Di
Zhang Di (chinesisch 张迪; * 4. Juli 1968) ist eine chinesische Judoka, die 1992 Olympiadritte im Halbmittelgewicht, der Gewichtsklasse bis 61 Kilogramm, war.

## Sportliche Karriere
Die 1,65 m große Zhang Di erkämpfte bei den Asienmeisterschaften 1988 eine Bronzemedaille im Halbmittelgewicht. 1989 belegte sie im Mittelgewicht den siebten Platz bei den Weltmeisterschaften. Bei den Asienspielen 1990 in Peking besiegte sie im Finale die Japanerin Ryōko Fujimoto. Im Jahr darauf unterlag sie bei den Weltmeisterschaften in Barcelona der Britin Kate Howey im Viertelfinale. Mit zwei Siegen in der Hoffnungsrunde erreichte sie den Kampf um eine Bronzemedaille, den sie gegen die Japanerin Ryōko Fujimoto verlor.
Bei der olympischen Premiere des Frauenjudo 1992 in Barcelona trat Zhang Di nach drei Jahren wieder im Halbmittelgewicht an. In ihrem ersten Kampf besiegte sie die Brasilianerin Tania Ishii. Im zweiten Kampf unterlag sie der Südkoreanerin Gu Hyeon-suk im Achtelfinale. In der Hoffnungsrunde bezwang die Chinesin zuerst Nicola Morris aus Neuseeland, dann die Britin Diane Bell, die Venezolanerin Xiomara Griffith und schließlich im Kampf um Bronze die Deutsche Frauke Eickhoff, wobei Zhang Di die letzten drei Kämpfe jeweils mit einer Yuko-Wertung gewann.
1993 trat Zhang Di bei den Weltmeisterschaften in Hamilton im Mittelgewicht an. Nach einer Halbfinalniederlage gegen die Südkoreanerin Cho Min-sun sicherte sich die Chinesin durch einen Sieg über die Niederländerin Claudia Zwiers eine Bronzemedaille. Zum Abschluss ihrer Karriere erkämpfte Zhang Di bei den Asienspielen 1994 eine Bronzemedaille im Halbmittelgewicht.